# Sant Francesc de Gósol
Sant Francesc de Gósol és una església de Gósol (Berguedà) inclosa a l'Inventari del Patrimoni Arquitectònic de Catalunya.

## Descripció
Petita capella d'una sola nau de reduïdes dimensions amb el presbietri quadrat i coberta amb una senzilla volta de creueria. L'interior és totalment enguixat. La porta s'obre al mur de migdia i és un senzill exemplar d'arc de mig punt que ha perdut les dovelles centrals, substituïdes per maons a plec de llibre. Aquesta façana és coronada per un petit campanar d'espadanya.

## Història
L'església és documentada des del 1716 però és una construcció de finals del segle xvii. En la visita pastoral del 1716 hi figura advocada a St. Francesc i St. Antoni, i en la visita del 1759 hi consta que era mantinguda per un devot. Sempre ha estat una capella particular, sense arribar, per tant, a la categoria de parròquia, tot i que és situada al poble de Sorribes.